# لوئیجی پیانجرلی
لوئیجی پیانجرلی (انگلیسی: Luigi Piangerelli؛ زادهٔ ۱۹ اکتبر ۱۹۷۳) بازیکن فوتبال اهل ایتالیا است.
از باشگاه‌هایی که در آن بازی کرده‌است می‌توان به باشگاه فوتبال فیورنتینا، باشگاه فوتبال لچه، باشگاه فوتبال برشا، باشگاه فوتبال تریستیانا، و باشگاه فوتبال چزنا اشاره کرد.